# Tan Thanh
Tan Thanh (på vietnamesiska Tân Thành) är en stad i Vietnam och är den näst största staden i provinsen Dong Thap. Folkmängden uppgick till 23 109 invånare vid folkräkningen 2013, varav 23 109 invånare bodde i själva centralorten.